# 慶州国際マラソン
慶州国際マラソン（キョンジュこくさいマラソン）は、大韓民国慶尚北道慶州市で、毎年秋に開催されるマラソン大会。

## 概要
市街地にフルマラソンとハーフ、10Km、5Kmの4コースが設定され、多くの市民ランナーも参加して行われる。フルマラソンの参加者は主催者発表で2000人。各コースに制限時間が設けられており、フルマラソンでは5時間以内に完走が求められる。IAAF（国際陸上競技連盟）が定めるレースの格付けはシルバーランク。 

## 主催者、主管
2010年の大会の主催及び主管は、慶尚北道、慶州市、大韓陸上競技連盟、東亜日報、スポーツ東亜。

## 2011年大会のアクシデント
コース終盤の右折地点に誘導員が居なかったため、先頭集団がコースを逸脱。3人の選手が失格処分となった。2011年度は、前年度までのコースを変更して行われていた。。